# Cerco de Santiago
O cerco de Santiago, também conhecido como cerco de Santiago de Cuba (em castelhano:  Asedio de Santiago de Cuba), foi a última grande operação da Guerra Hispano-Americana na ilha de Cuba.

## Campanha de Santiago
O objetivo principal da invasão de Cuba pelo Quinto Corpo de Exército americano era a captura da cidade de Santiago de Cuba. As forças dos EUA repeliram a primeira linha de defesa dos espanhóis na Batalha de Las Guásimas, após a qual o General Arsenio Linares retirou suas tropas para a linha principal de defesa diante de Santiago ao longo das colinas de San Juan. Na carga da Batalha de San Juan Hill, as forças americanas capturaram a posição espanhola. Na Batalha de El Caney, no mesmo dia, as forças dos EUA tomaram a posição fortificada espanhola e conseguiram estender o flanco americano na colina de San Juan. A destruição da frota espanhola na Batalha de Santiago de Cuba permitiu que as forças dos Estados Unidos sitiassem a cidade com segurança.

## Cerco

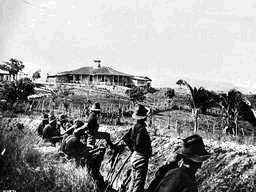
Trincheiras americanas na colina de San Juan durante o cerco.

Em 3 de julho de 1898, mesmo dia da batalha naval, o Major-General William "Pecos Bill" Shafter iniciou o cerco de Santiago. Shafter fortificou sua posição nas elevações de San Juan. A divisão do General Henry W. Lawton avançou de El Caney, estendendo o flanco direito americano ao norte. A noroeste, os rebeldes cubanos sob o comando de Calixto García estenderam a linha americanas até à baía. O General Arsenio Linares havia sido gravemente ferido na Batalha da Colina San Juan e foi substituído pelo General José Toral y Velázquez. Os espanhóis também contaram com conselheiros militares alemães ajudando a equipar e operar sua artilharia. Toral tinha uma boa posição defensiva e Shafter sabia que sofreria graves baixas em um assalto frontal. Todos os navios espanhóis foram destruídos trazendo à tona a ideia da rendição.
Os americanos iniciaram o cerco à cidade. A artilharia americana, posicionada nas alturas, atacou a cidade, enquanto as forças americanas, apoiadas pelos rebeldes cubanos, obstruíram todos os suprimentos de água e alimentos para a cidade. Em 3 de julho, uma coluna de socorro conseguiu abrir caminho através dos rebeldes de García e entrar na cidade, elevando a força de Toral para um total de 13.500. Em 4 de julho, foi decretado um cessar-fogo para evacuar cerca de 20 mil cidadãos da cidade. Além disso, em 4 de julho, quatro Gatlings .30 Army do Destacamento de Metralhadoras Gatling do Tenente John Parker foram transferidos para Fort Canosa em apoio ao cerco, assim como um canhão de dinamite e dezesseis canhões de campanha. Nos treze dias seguintes, as Gatlings dispararam de 6.000 a 7.000 tiros na cidade de Santiago, causando muitas baixas.
Em 8 de julho, Toral propôs entregar Santiago se suas tropas pudessem ser evacuadas para Holguín. As autoridades de Washington não aceitaram a proposta de Toral e a trégua terminou em 10 de julho. Shafter agora estava sem tempo quando a febre amarela apareceu. Shafter e a Marinha dos EUA sob o comando de William T. Sampson continuaram a bombardear a cidade com pouco efeito militar. O General Miles chegou em 11 de julho junto com vários regimentos, oito canhões de campanha e oito morteiros leves.

## Rendição

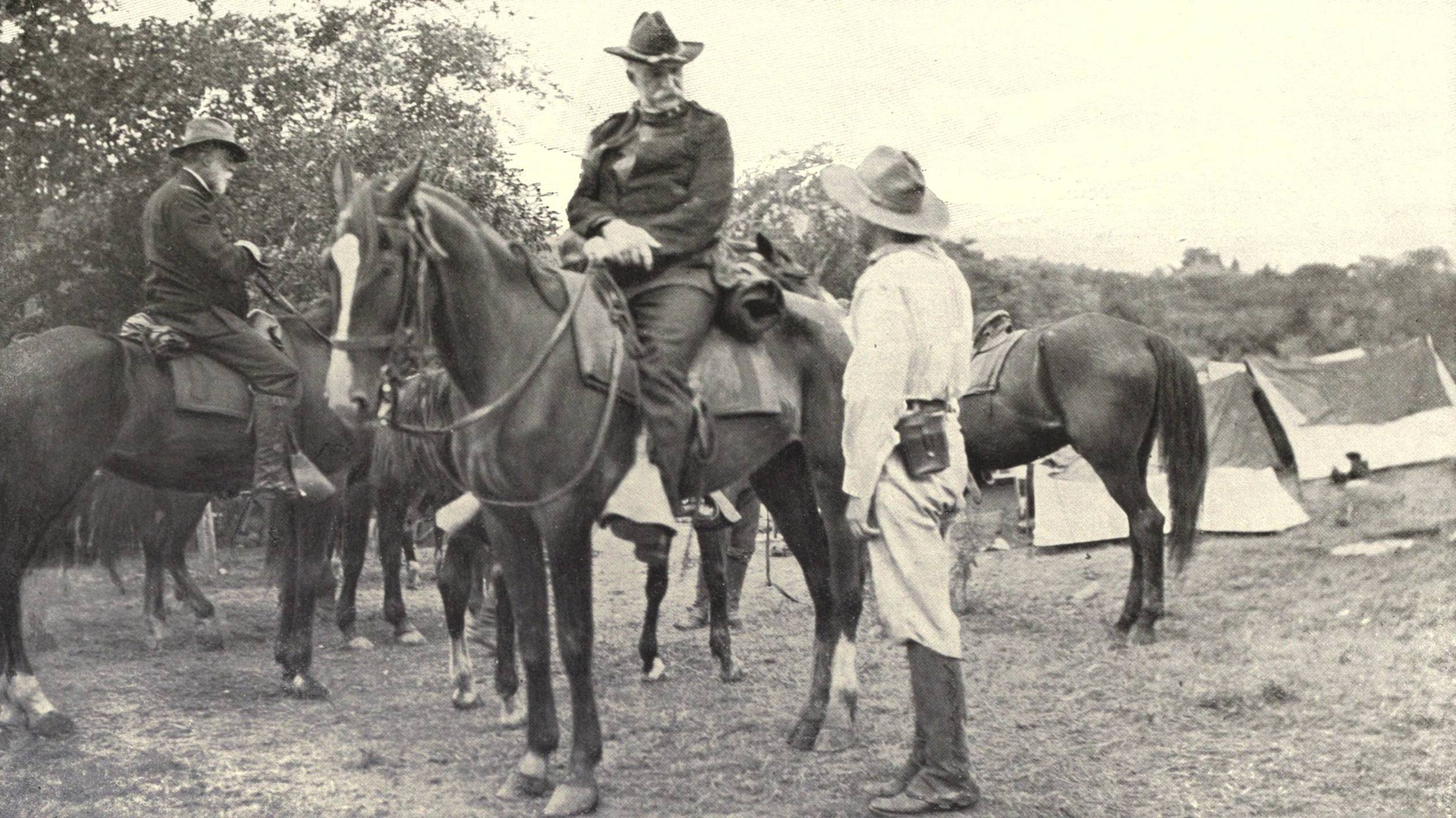
O General Miles durante as negociações de rendição de Santiago.

Todos os envolvidos queriam um fim rápido para a campanha e, às 9h do dia 13 de julho, Toral, Shafter, Miles e Joseph Wheeler se reuniram sob uma grande árvore entre as duas linhas para discutir os termos de rendição. Os americanos propuseram a oferta do Secretário da Guerra Russell A. Alger de repatriar a guarnição espanhola para a Espanha.
Shafter confiou no excelente conhecimento de espanhol de seu amigo, o Dr. George E. Goodfellow, para ajudar a negociar a rendição final após a Batalha da Colina de San Juan. Goodfellow atribuiu parte do seu sucesso a uma garrafa do "velho grão de cevada" que mantinha à mão no seu kit médico, que prescreveu devidamente a si mesmo e ao general espanhol Toral, conferindo uma atmosfera mais alegre à conferência.
Em 16 de julho, depois que ambos os governos concordaram com os termos da capitulação (a palavra "rendição" foi evitada), na qual Toral rendeu sua guarnição e todas as tropas da Divisão de Santiago, mais 9.000 soldados. Os espanhóis também cederam as cidades de Guantánamo e San Luis. As tropas espanholas marcharam para fora de Santiago em 17 de julho.

## Consequências
O cerco encerrou efetivamente os principais combates em Cuba, mas a guerra ainda não terminara. A febre amarela se espalhou pelo Exército dos EUA antes da rendição, e cerca de 4.000 soldados americanos estavam doentes com malária, febre amarela e disenteria em 28 de julho. Muitos oficiais, notadamente Theodore Roosevelt, lutaram pela retirada do exército de Cuba, escrevendo o Round Robin, que vazou para a imprensa. O Quinto Corpo de Exército foi chamado de volta e enviado para Camp Wikoff, onde dos 20 mil homens enviados para lá, apenas 257 morreram de febre amarela ou malária.
O navio da Cruz Vermelha, City of Texas, com Clara Barton a bordo, foi o primeiro navio a chegar ao porto de Santiago. Foram feitos planos para um grande ataque a Havana, mas a próxima grande campanha da guerra veio sobre Porto Rico, liderada pelo General Miles.